# Jagna
Jagna [xagna] ist eine philippinische Stadtgemeinde mit 33.892 Einwohnern (Zensus 1. August 2015). im Südosten der Provinz Bohol. Schutzheiliger der Gemeinde Jagna ist der Erzengel Michael, zu dessen Ehren jedes Jahr am 29. September ein Feiertag abgehalten wird.

## Geschichte

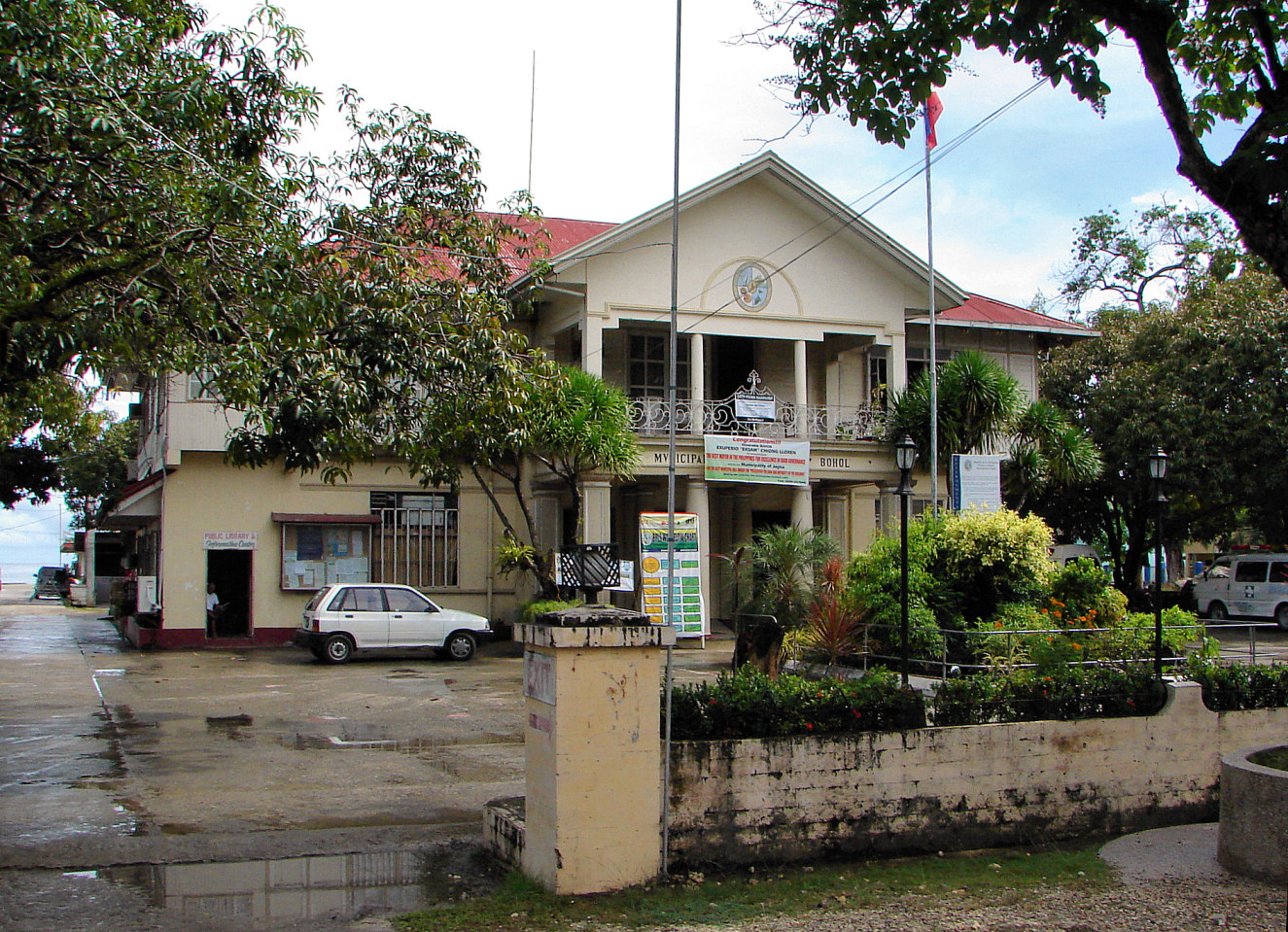
Rathaus von Jagna

Die erste geschichtliche Erwähnung Jagnas datiert auf den 15. März 1565, als Miguel López de Legazpi die Küste Bohol's erreichte und sein Flaggschiff San Pedro an der Bucht von Jagna reparieren ließ. Aus kirchlichen Aufzeichnungen geht hervor, dass der Jesuiten-Priester Jose Sanchez die Stadt am 29. September 1631 gründete. Die ersten Siedler Jagnas stammten aus Loboc und Talibon. Mit ihren Segelbooten eigentlich unterwegs nach Mindanao zwang sie schlechtes Wetter in der Nähe des heutigen Jagna an Land Schutz zu suchen. Als sie dort fruchtbares Land vorfanden, ließen sie sich nieder und legten die ersten Reisfelder an.
Zur Zeit der ersten Siedler war der Fluss Boho River reich mit Fischen bevölkert. Der Name der Gemeinde soll seinen Ursprung in dem Ausruf „ni hagna ha“ haben. Damit bezeichnet man im lokalen Dialekt kochendes Öl. Ein Schwarm Fische nahe der Wasseroberfläche brachte das Wasser zum brodeln, was optisch wohl wie kochendes Kokosöl in der Pfanne anmutete. Aus dem in solchen Augenblicken von Beobachtern der Szenerie ausgerufenen ni hagna ha soll sich im Laufe der Zeit Jagna entwickelt haben. Der Fluss ist heute ausgetrocknet, jedoch sind die Spuren des ehemaligen Flussbetts noch sichtbar.

## Barangays
Jagna ist politisch in 33 Baranggays unterteilt.
| - Alejawan - Balili - Boctol - Buyog - Bunga Ilaya - Bunga Mar - Cabunga-an - Calabacita - Cambugason - Can-ipol - Canjulao | - Cantagay - Cantuyoc - Can-uba - Can-upao - Faraon - Ipil - Kinagbaan - Laca - Larapan - Lonoy - Looc | - Malbog - Mayana - Naatang - Nausok - Odiong - Pagina - Pangdan - Poblacion (Pondol) - Tejero - Tubod Mar - Tubod Monte |

## Wirtschaft und Verkehr
Die wirtschaftlichen Schwerpunkte der Gemeinde liegen hauptsächlich in den Bereichen Lebens- und Genussmittelherstellung (Calamay, Tableja – eine einheimische Schokoladen-Spezialität, Kekse), Reisverarbeitung, Herstellung von Hohlblocksteinen, Möbeln und Keramikwaren, um einige der wichtigsten zu nennen. Daneben spielt auch die Fischerei und die Landwirtschaft als Erwerbsquelle der Einwohner eine Rolle.
Jagna ist eine Hafenstadt mit regelmäßigen Fährverbindungen nach Cagayan de Oro, Nasipit und Mambajao auf der in Sichtweite liegenden, aber bereits zu Mindanao zählenden Insel Camiguin. Zudem verbinden zahlreiche Buslinien Jagna mit Tagbilaran sowie anderen Orten in ganz Bohol.

## Tourismus und Sehenswürdigkeiten
Jagna ist kein ausgeprägter Touristenmagnet, jedoch finden Besucher auch hier einiges an Sehenswertem. Dies ist zum einen die St.-Michaels-Kirche von Jagna. Die erste an dieser Stelle errichtete Kirche wurde 1808 bei einem Feuer zerstört, doch es wurde in den darauffolgenden Jahren eine neue Kirche aus Bruchsteinen errichtet. In historischen Dokumenten wird berichtet, dass das Dach dieser Kirche zunächst mit Blättern der Nipapalme gedeckt war. Bei einem Taifun in den 1980er Jahren wurde die Kirche schwer beschädigt und daraufhin umfangreich renoviert. Hierbei büßte die Fassade von ihrem ursprünglichen Flair ein, da bei der Renovierung viel mit Beton gearbeitet wurde.
Auf dem Gebiet der Gemeinde Jagna findet man mit der Eva Cave und der Cantuyoc Cave zwei Höhlen sowie die Wasserfälle Kinahugan Falls und Boctol Waterfall.
Im Barangay Boctol im Nordosten der Gemeinde Jagna befinden sich die Luinab Rice Terraces. Die an den Hängen zweier Berge angelegten Terrassen bieten vor allem ein paar Monate nach der Pflanzsaison, wenn die Reisfelder in sattem Grün erscheinen, einen malerischen Anblick. Noch etwas weiter nördlich, im Barangay Mayana, erhebt sich das umliegende Gelände auf bis zu 820 Meter über dem Meeresspiegel. Aufgrund der Höhe ist das Klima hier ungewöhnlich kühl und bietet optimale Bedingungen für den Anbau von Zierpflanzen und bestimmten Gemüsesorten. Auch frische Schnittblumen findet man hier.
Ein unter Touristen und Einheimischen gleichermaßen beliebter Strandabschnitt befindet sich im Barangay Can-uba im Südwesten der Gemeinde. Der Strand an dieser Stelle ist relativ breit und verschwindet auch bei Flut nicht völlig im Wasser.

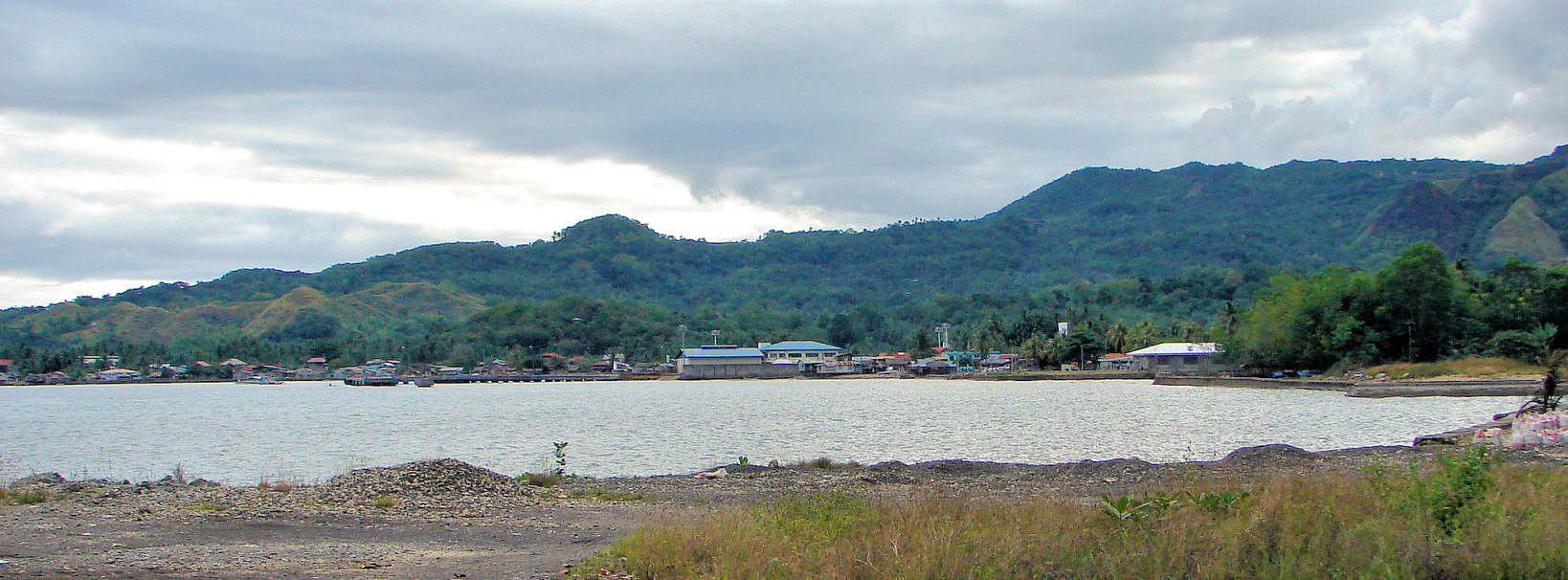
Jagna